# Employer branding
Employer branding (HR-брендинг, развитие бренда работодателя, HR (Human Resources) — человеческие ресурсы) — совокупность усилий компании по взаимодействию с существующими и потенциальными сотрудниками, которое делает её привлекательным местом работы, а также активное управление имиджем компании в глазах партнёров, потенциальных сотрудников и других ключевых стейкхолдеров.

## Происхождение концепции бренда работодателя

### В 1990-е годы
Термин «employer brand» впервые был представлен управленческому сообществу в 1990 г. Симоном Бэрроу (Simon Barrow), президентом People in Business и позже был определён им совместно с Тимом Эмблером (Tim Ambler), старшим научным сотрудником Лондонской школы бизнеса в статье в Journal of Brand Management, вышедшей в декабре 1996 года. Эта академическая публикация стала первой попыткой протестировать возможность применения методов бренд-менеджмента к управлению человеческими ресурсами. В ней Бэрроу и Эмблер определяют бренд работодателя (employer brand) как совокупность функциональных, психологических и экономических преимуществ, предоставляемых работодателем и отождествляемых с ним.

### В 2000-е годы
К 2001 году из 138 лидирующих компаний, опрошенных Conference Board в Северной Америке, 40 % утверждали, что активно занимались развитием своего бренда как бренда работодателя
В 2003 году журналом The Economist было проведено исследование среди широкого круга читателей, которое выявило 61%-ный уровень осведомлённости о термине «employer brand» среди специалистов по управлению человеческими ресурсами и 41%-ный уровень осведомлённости у неспециалистов.
Первая книга, посвящённая развитию бренда работодателя, вышла в 2005 году под авторством Симона Бэрроу и Ричарда Мосли и была озаглавлена «The Employer Brand: Bringing the Best of Brand Management to People at Work» («Бренд работодателя: применение [всего самого] лучшего из бренд-менеджмента к работникам»). В ней авторы изучают причины появления понятия «employer brand», а также обращают внимание на его исторические корни, кроющиеся в развитии бренд-менеджмента. Кроме того, авторы обращают внимание на практические шаги, необходимые для достижения успеха в управлении брендом работодателя, и описывают кейсы Tesco, Wal-Mart, British Airways и Prêt à manger.
В 2008 году генеральный директор Королевского Института персонала и развития Великобритании (en:Chartered Institute of Personnel and Development, CIPD) Джеки Орм (Jackie Orme) подтвердила растущий статус дисциплины в своём вступительном слове к ежегодной конференции CPID, сопроводив свои слова наблюдением: «Когда я начинала в этой профессии, никто не говорил о развитии бренда работодателя. Теперь это абсолютно неотъемлемая часть деловой стратегии, которая резонирует далеко за пределами двери отдела кадров».
Похожее признание растущей значимости employer branding со стороны профессионалов HR-рынка было неоднократно озвучено в многочисленных публикациях на этот счёт в США, Австралии, Азии и Европе.

## Управление брендом работодателя
Управление брендом работодателя (employer brand management) расширяет сферу применения HR-бренда в коммуникации путём его включения во все аспекты HR-менеджмента, которые формируют представления существующих и потенциальных сотрудников. Иными словами, управление брендом работодателя обращается к реальному трудовому опыту (тому, как работают люди в конкретной компании), а не просто его представлению, тем самым поддерживая как внешний рекрутмент нужных компании специалистов, стремящихся к достижению целей организации, так и эффективное вовлечение сотрудников в трудовой процесс и их удержание.
Инструментом управления брендом работодателя является брендбук работодателя. Он включает в себя описание миссии и целей компании, ключевых характеристик бренда работодателя, айдентики бренда, а также внешнюю и внутреннюю коммуникационную стратегию. Данный инструмент впервые был разработан и внедрён в России консалтинговой компанией ISKRA.

### Employer/employee value proposition
Как и в случае с потребительскими брендами, большинство практиков employer branding и авторов публикаций по данной теме утверждают, что эффективность управления брендом работодателя, как и в случае с бренд-менеджментом, требует чёткого предложения бренда работодателя (employer brand proposition), а также регулярно обращаются к категориям ценностного предложения сотруднику или работодателю (employer value proposition или employee value proposition).
Ценностное предложение сотруднику и ценностное предложение работодателю (employee/employer value proposition, EVP) используются для обозначения баланса вознаграждений и льгот, предоставляемых работодателями, в обмен на производительность сотрудников на рабочем месте. Бретт Минчингтон определяет ценностное предложение сотруднику как набор ассоциаций и предложений, предоставляемых организацией в обмен на навыки, способности и опыт, которые сотрудники отдают ей. EVP является сотруднико-ориентированным подходом, который приводится в соответствие с существующими стратегическими планами по управлению кадрами, потому что последние обусловлены существующими работниками и внешней целевой аудиторией. EVP должно быть уникальным, актуальным и убедительным, чтобы выступать ключевым драйвером привлечения, вовлечения и удержания талантливых сотрудников.
Бред Хилл (Brad Hill) и Кристин Танде (Christine Tande), основатели компании Tandehill Human Capital (занимается созданием программ мотивации и повышения производительности труда работников), подчёркивают связь бренда работодателя с ценностным предложением сотруднику, и настоятельно призывают все организации разработать объяснение того, почему опыт работы в их компании более значим, нежели в других организациях. Ценностное предложение должно определить политики, программы и процессы, демонстрирующие приверженность организации карьерному росту сотрудников, развитию менеджмента, текущему признанию сотрудников и т. п. понятиям. Наличие подобных моментов в ценностном предложении является основным стимулом для сотрудника к тому, чтобы самостоятельно довериться организации как надёжному работодателю. Ценностное предложение сотруднику должно быть немедленно обнародовано во всех отделах организации, имеющих отношение к набору персонала, в вакансиях компании и других источниках, став основным предложением потенциальному сотруднику со стороны работодателя.
В качестве выгоды компании от правильно сформированного EVP можно назвать привлечение и удержание талантливых сотрудников, помощь в расставлении приоритетов в политике HR, создание сильного народного бренда, а также вторичное привлечение ранее ушедших сотрудников и снижение премии за наём персонала.
Целевые аудитории HR-брендинга:
- Сотрудники компании;
- Отдельные категории сотрудников (ключевые сотрудники, топ-менеджмент, персонал под конкретный проект, др.);
- Соискатели;
- Бывшие сотрудники компании;
- Партнёры;
- Представители органов власти;
- Родственники, друзья сотрудников;
- Студенты, школьники.

### Взаимосвязь управления брендом работодателя и внутреннего маркетинга
Внутренний маркетинг сосредоточен на передаче сообщения потребителям бренда, а также сообщении сотрудникам компании определённых привычек и поведения для донесения этого сообщения до потребителей. Несмотря на очевидную выгоду для организации в понимании её сотрудниками своей роли в доставке этого сообщения потребителям, часто эффективность внутреннего маркетинга оказывается краткосрочной. Это происходит в том случае, если ценности, на которых основан бренд компании для потребителей,
не испытываются самими сотрудниками компании в процессе работы. Это разрыв, который можно преодолеть с помощью развития бренда работодателя путём поиска более взаимовыгодного трудового контракта (см. Психологический контракт).

### Ведущие мировые компании, работающие в сфере Employer branding
Среди ключевых компаний, работающих на мировом рынке employer branding, можно выделить Greate Place To Work, People in Business, Reputation Institute, Universum, AON Hewwitt, Employer Brand International и некоторые другие. Помимо собственно работы с ключевыми работодателями и развития их брендов, эти компании занимаются составлением различных рейтингов (как, например, рейтинг лучших работодателей от компании Randstad под названием The Most Attractive Employers, Best Employers Study компании Aon Hewitt, Universum под названием Ideal Employer и другие).

## Employer branding в России
Появление интереса к тематике employer branding в России можно отнести ко второй половине 2000-х гг., когда постепенно начинает проявляться, прежде всего, исследовательский интерес к брендингу работодателя (который в отечественной научной литературе чаще фигурирует под формулировкой HR-брендинга). Отечественные авторы объясняют интерес к развитию бренда работодателя трансформацией «рынка работодателя» в «рынок работника». Многие публикации посвящены целесообразности и месту брендинга работодателя в России, а также его сущности и опыту применения. В Интернете можно найти и другие публикации, посвящённые теме Employer branding — обычно на сайтах HR-направленности.
Выполнение проектов в сфере employer branding на данный момент осуществляется в достаточно малом количестве компаний (в основном международных), каждая из которых старается привлечь к себе сотрудников соответствующего профиля. Но с каждым годом количество компаний, кто начинает серьёзно заниматься HR-брендингом, значительно увеличивается.
В целях развития HR-брендинга компания HeadHunter с 2006 года ежегодно вручает награду «Премия HR-бренд» за наиболее успешную работу с брендом работодателя.